# Palazzo Reale (Neapel)

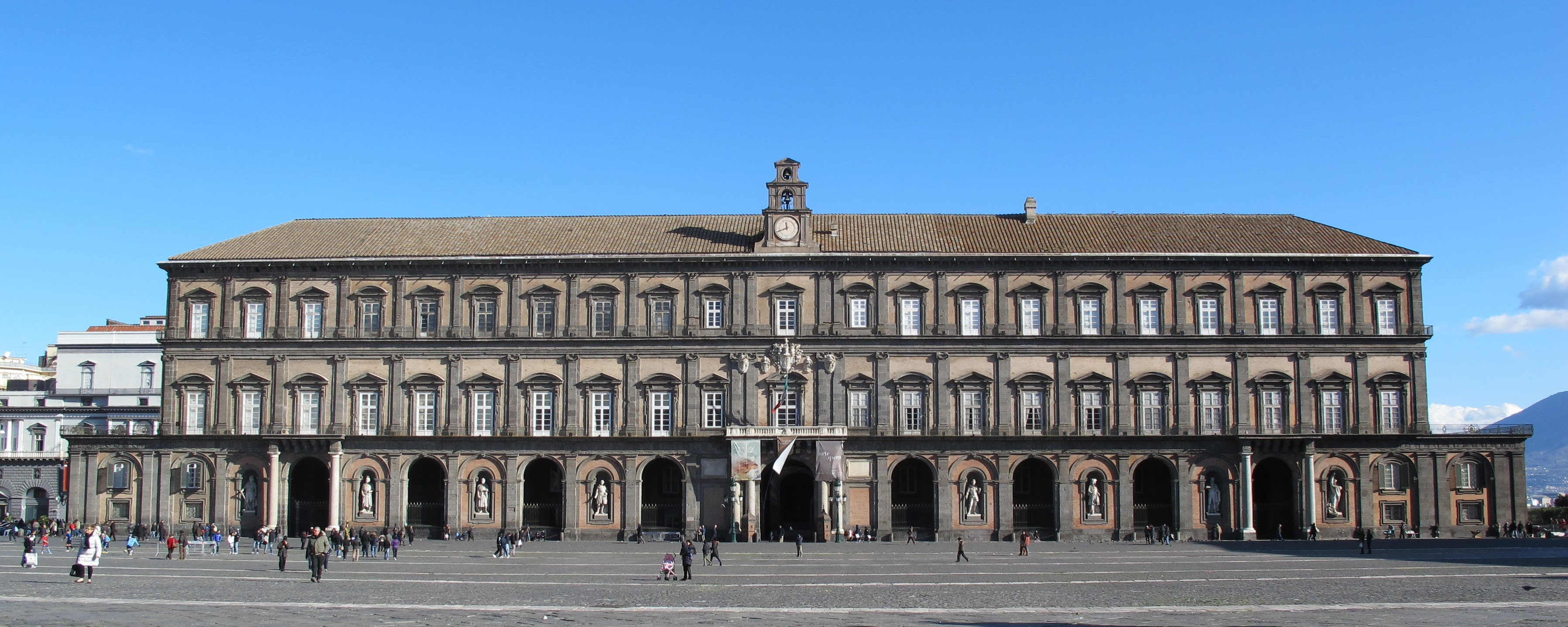
Das Königliche Schloss zu Neapel

Das Königliche Schloss (italienisch Palazzo Reale di Napoli) in der italienischen Stadt Neapel war bis 1861 eine Residenz des Hauses Bourbon-Sizilien und bis 1946 eine Residenz des Hauses Savoyen. Weitere bedeutende Schlösser in der Umgebung sind Capodimonte, Caserta und Portici.

## Beschreibung

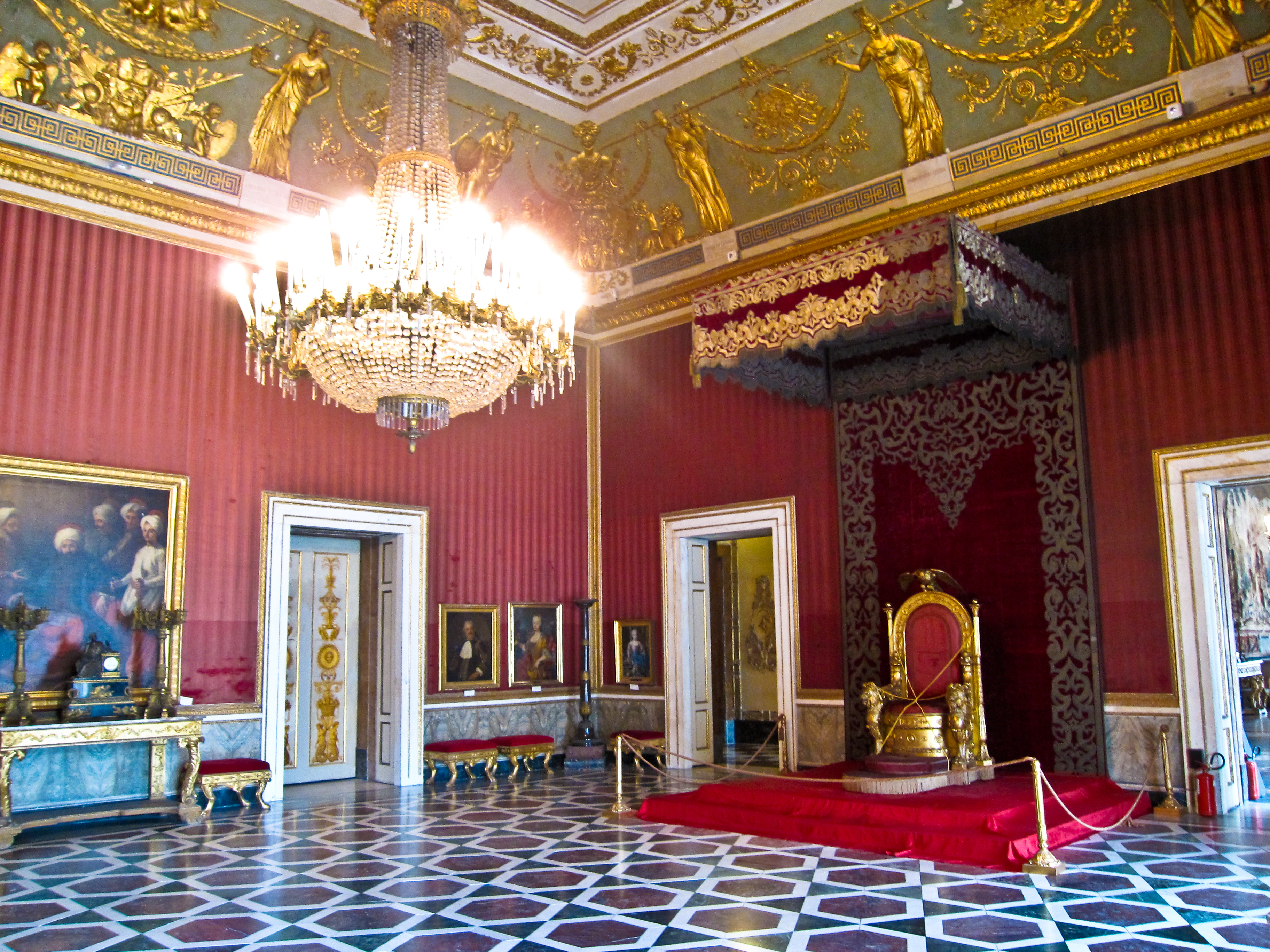
Der Thronsaal

Der Palazzo Reale steht in der Altstadt zwischen der Piazza del Plebiscito und dem Hafen. Er ist seit den 1990er Jahren ein staatliches Museum (Museo di Palazzo Reale), zu dem auch die monumentale Ehrentreppe, der Thronsaal und das kleine Hoftheater gehören. Sehenswert ist besonders das aus über 30 Sälen bestehende Appartamento storico, in dessen Interieurs neben Porträts der Königsfamilie auch Gemälde von Belisario Corenzio, Bartolomeo Schedoni, Guercino, Mattia Preti, Francesco De Mura und anderen neapolitanischen Künstlern ausgestellt sind. Im östlichen Flügel des Schlosses befindet sich die Nationalbibliothek Neapel, im Norden grenzen das berühmte Theater San Carlo und die Kirche San Ferdinando an den Palazzo.
Seine Geschichte geht zurück in die erste Hälfte des 16. Jahrhunderts, als der spanische Vizekönig Pedro Álvarez de Toledo am Hafen von Neapel ein Schloss errichten ließ. Der Architekt Domenico Fontana erhielt um 1600 den Auftrag für einen Neubau, der bis 1620 weitgehend abgeschlossen war. 1735 wurde dieser zur königlichen Residenz, als das Königreich Neapel unter Karl VII. seine Selbständigkeit erlangte. In den folgenden Jahrzehnten erfolgten verschiedene Aus- und Umbauarbeiten.
Da dem König die Hauptstadt nicht repräsentativ genug erschien, ließ er ab 1751 etwa 40 Kilometer nördlich von Neapel das monumentale Schloss Caserta errichten, das von einer neuen Planstadt nach dem Beispiel von Versailles umgeben sein sollte, als Mittelpunkt von Politik, Gesellschaft und Kultur. Als Karl VII. aber 1759 die spanische Krone erbte und nach Madrid zog, vollendete sein Sohn Ferdinand zwar das neue Barockschloss, doch hielt der Hof sich nur zeitweise auf dem Landsitz Caserta auf und die geplante neue Hauptstadt wurde nie erbaut.
Nach einem Brand wurde der Palazzo Reale zwischen 1838 und 1858 renoviert und nochmals ausgebaut. Der letzte König von Neapel-Sizilien, Franz II., wurde im Jahr 1861 im Zug der italienischen Einigung, des Risorgimento, abgesetzt und sein Reich dem neuen Königreich Italien unter dem Haus Savoyen eingegliedert. 1888 ließ König Umberto I. an der Schlossfassade Statuen von bedeutenden Monarchen aufstellen, die über das Königreich Neapel geherrscht hatten: Roger II., Friedrich II., Karl I., Alfons V., Karl V., Karl VII., Joachim Murat und Viktor Emanuel II. Zwischen 1922 und 1925 verlegten die Stadtväter die Nationalbibliothek vom Archäologischen Museum in das Königliche Schloss.
Im Zweiten Weltkrieg wurde der Palazzo Reale schwer beschädigt, was umfangreiche Wiederaufbau- und Restaurierungsarbeiten erforderlich machte. Nach seinem Wiederaufbau dient er wie schon seit den 1920er Jahren als Museum und Ausstellungsgebäude.

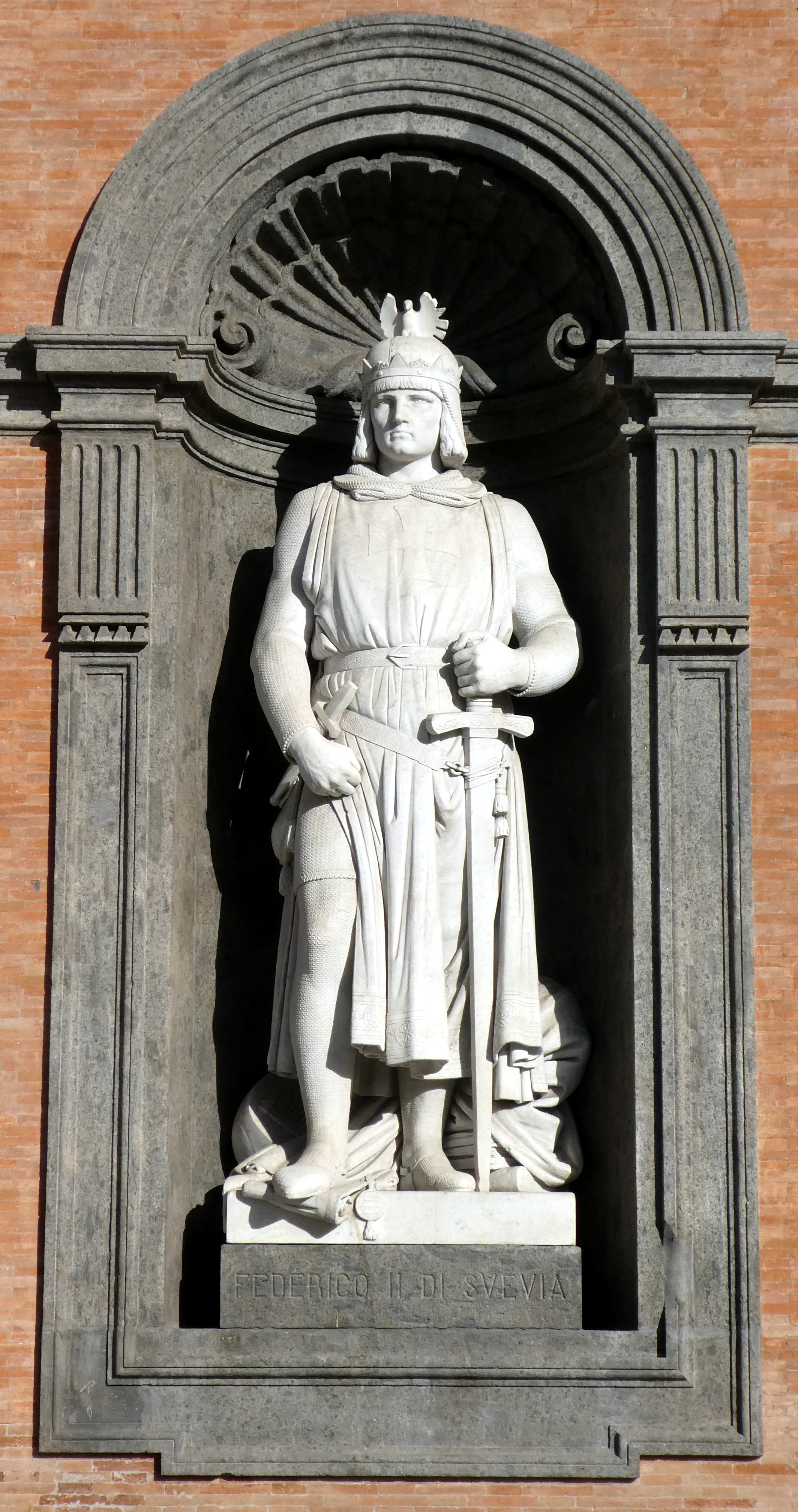
Königsstatue von Friedrich II.
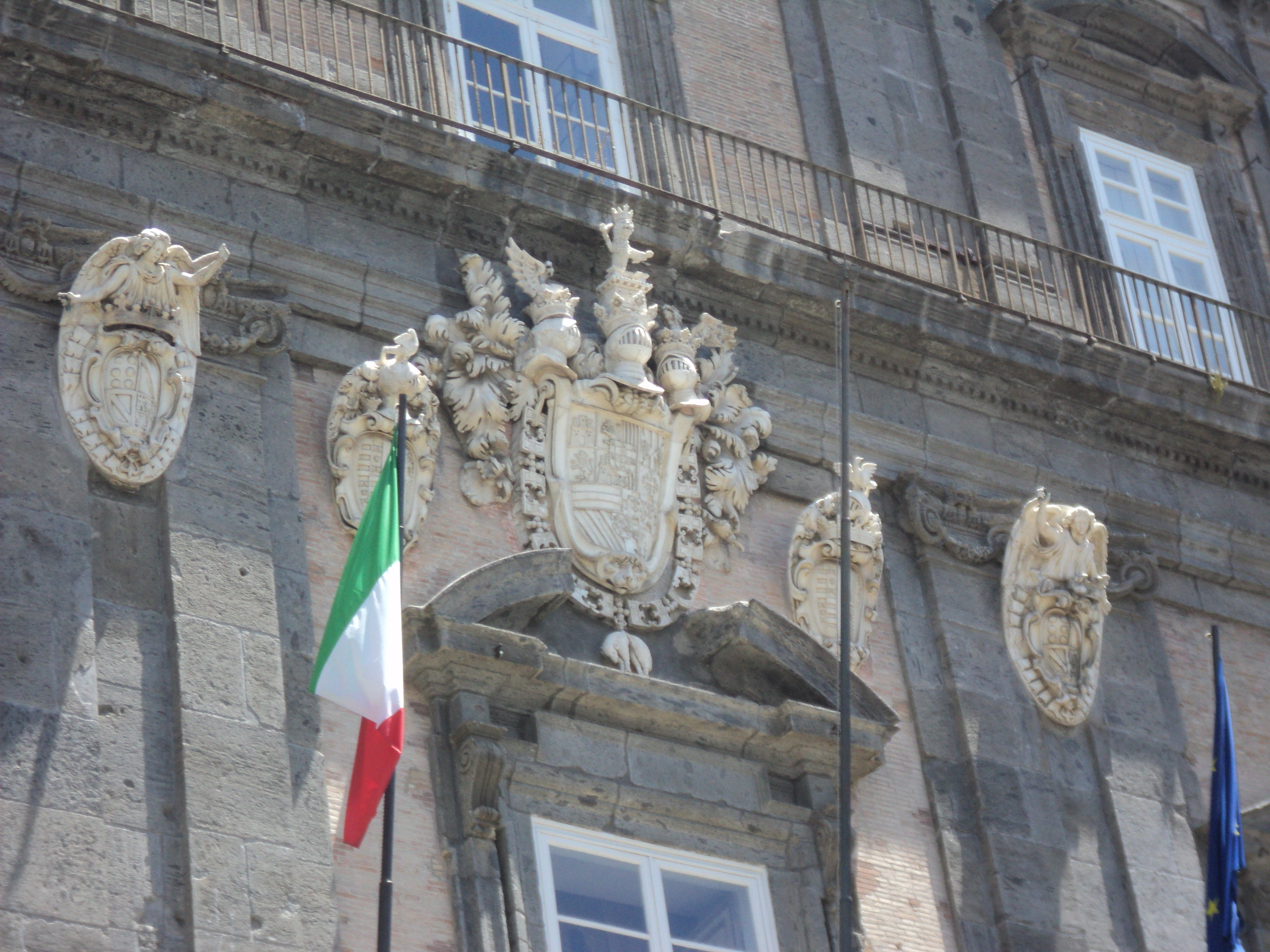
Wappen der Königshäuser am Eingang
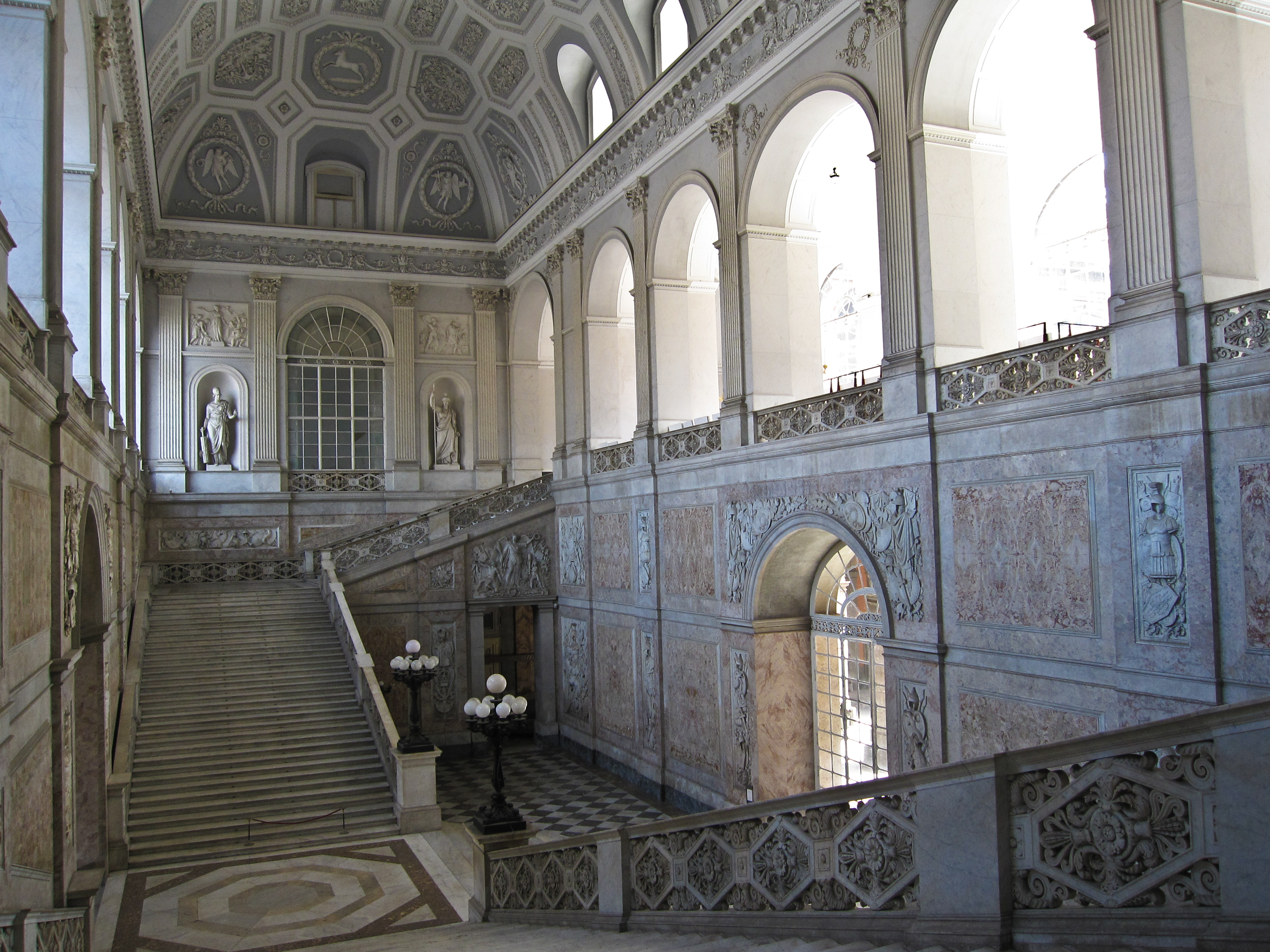
Ehrentreppe
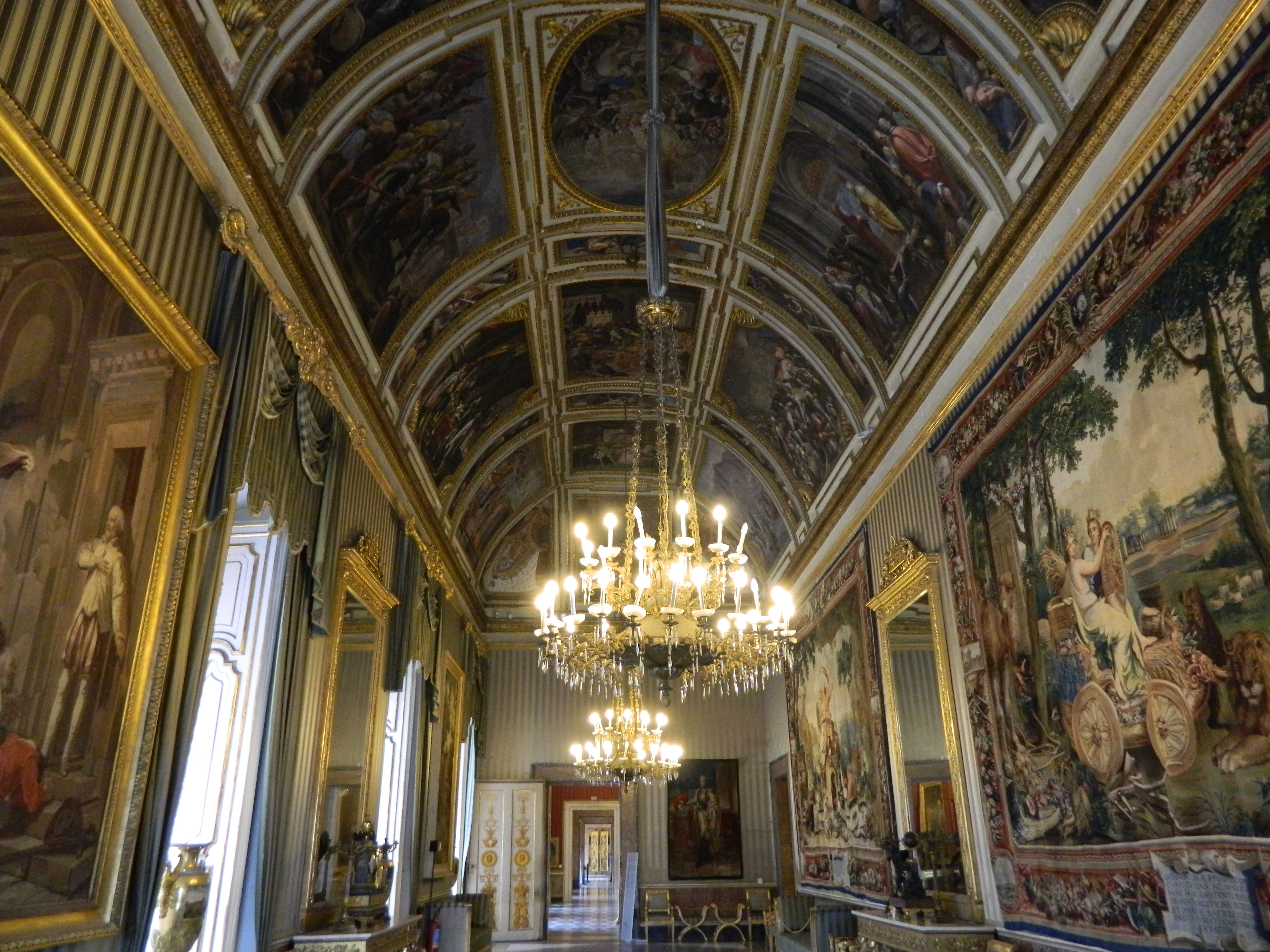
Galerie mit Fresken von Belisario Corenzio und Battistello
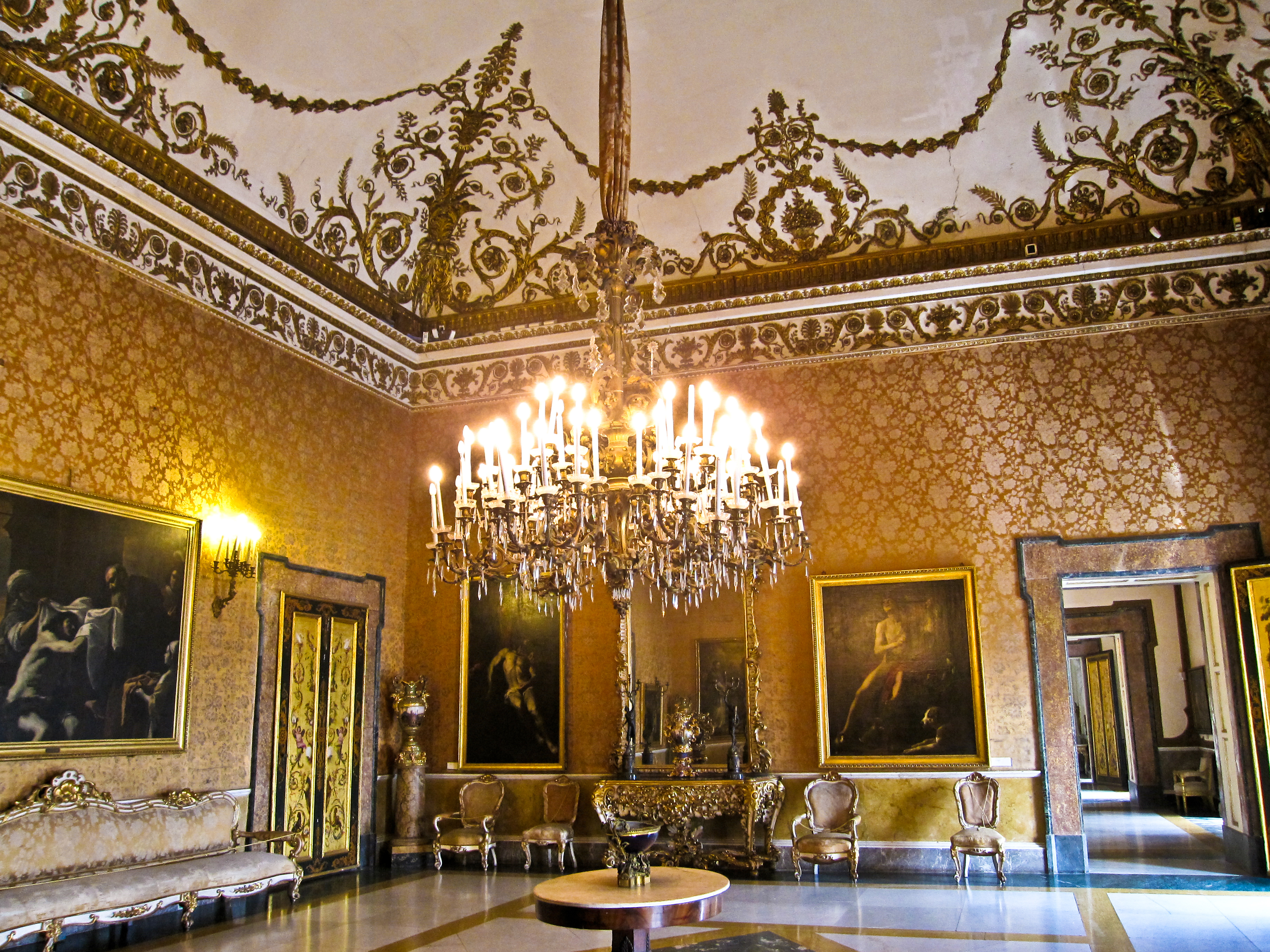
Gelber Salon im Appartamento storico
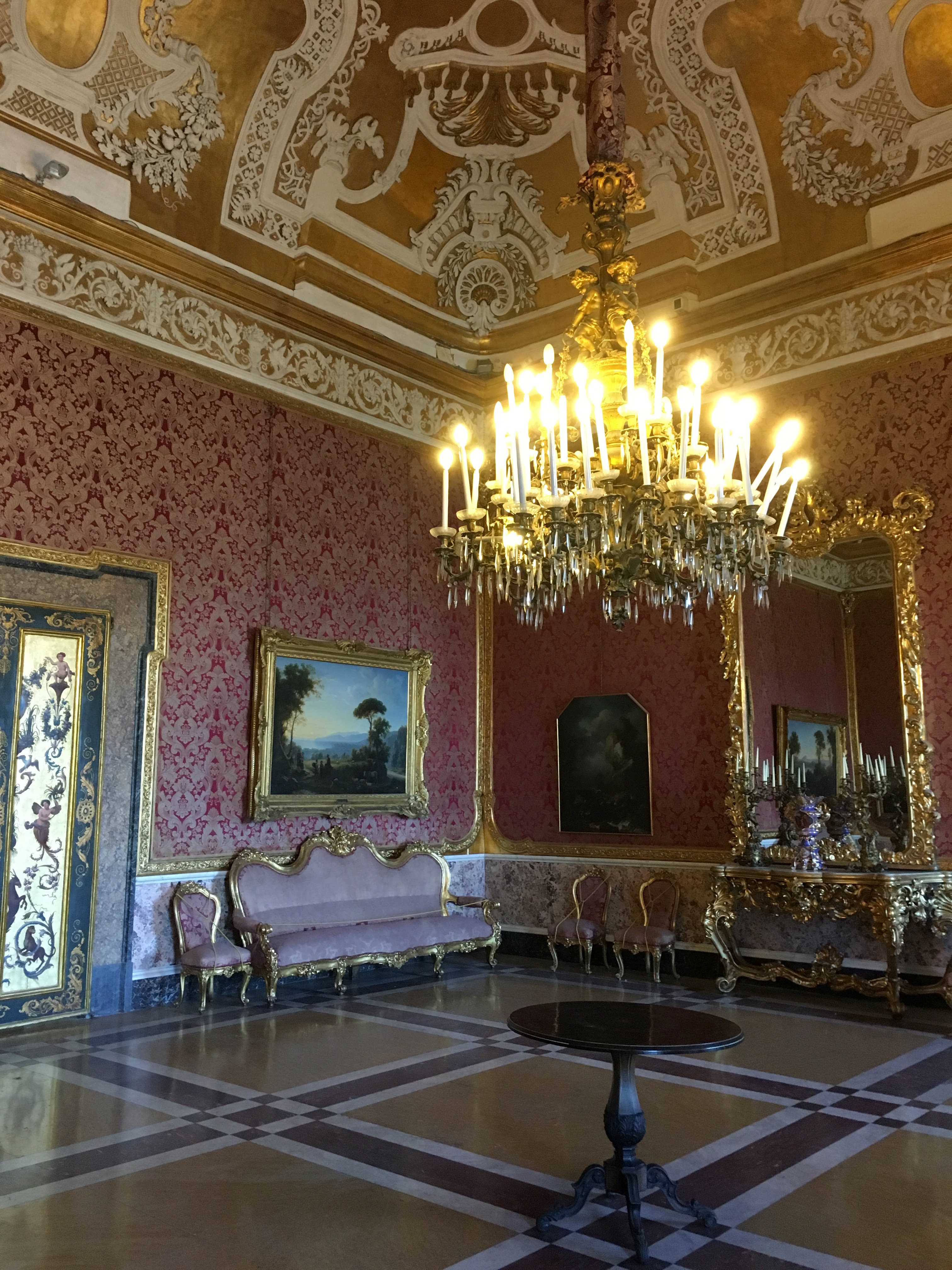
Saal XVI des Appartamento storico
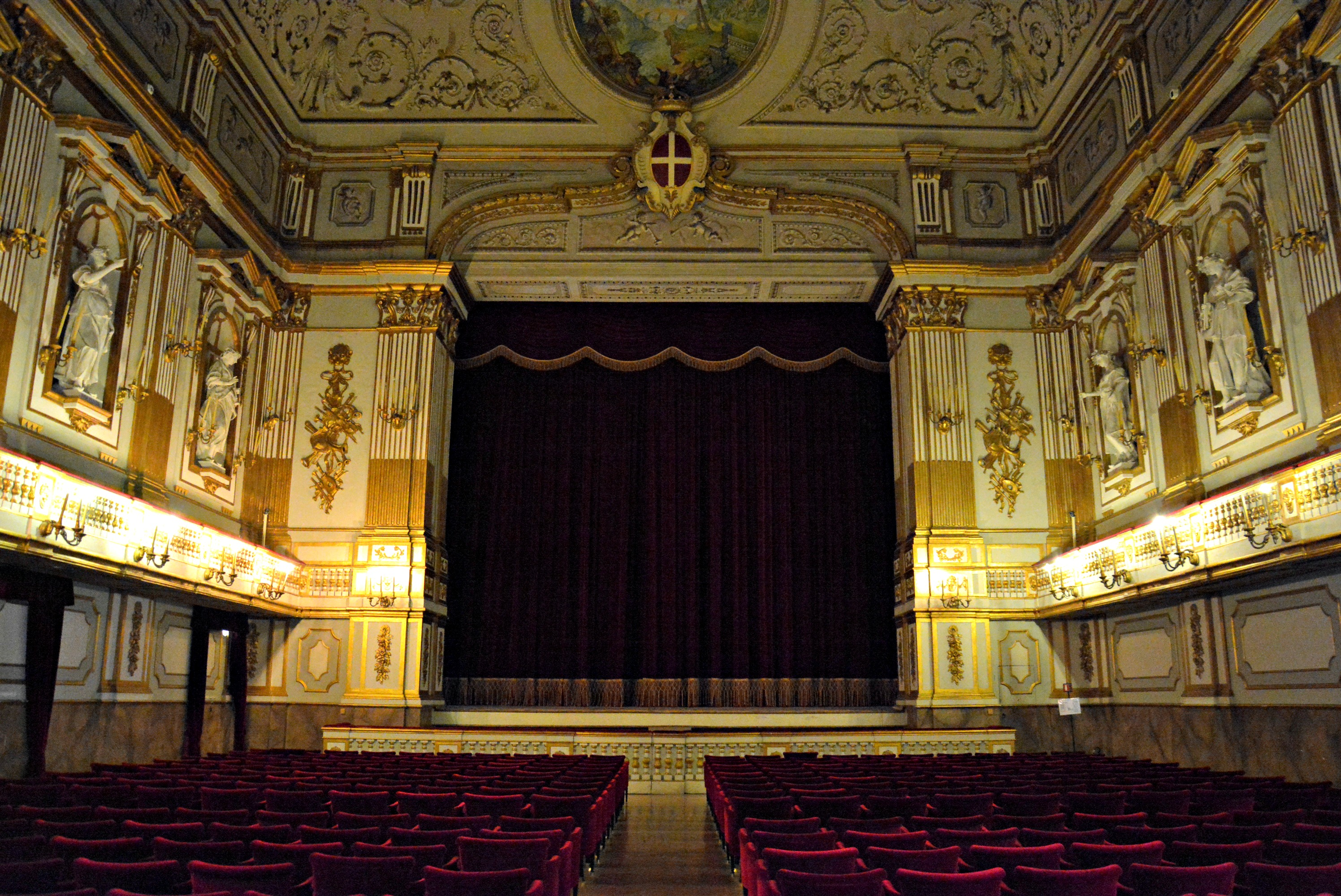
Das Hoftheater (Teatrino di Corte)